# Großer Preis von Frankreich 2005
Der Große Preis von Frankreich 2005 (offiziell Formula 1 Grand Prix de France 2005) fand am 3. Juli auf dem Circuit de Nevers Magny-Cours in Magny-Cours statt und war das zehnte Rennen der Formel-1-Weltmeisterschaft 2005.

## Berichte

### Hintergrund
Nach dem skandalösen Großen Preis der USA, bei welchem nur die Bridgestonebereiften Fahrzeuge antraten, führte Fernando Alonso in der Fahrerwertung mit 22 Punkten vor Kimi Räikkönen und mit 25 Punkten vor Michael Schumacher. In der Konstrukteurswertung führte Renault mit 13 Punkten vor McLaren-Mercedes und Ferrari.
Vor dem Rennwochenende gab es einen Fahrerwechsel: Ralf Schumacher ersetzte bei Toyota den in den USA als Ersatz für ihn gemeldeten Ricardo Zonta (ohne Start) wieder und kehrte somit ins Cockpit zurück.
Mit Michael Schumacher (siebenmal), Ralf Schumacher und David Coulthard (jeweils einmal) traten drei ehemalige Sieger zu diesem Grand Prix an.

### Training
Die letzten sechs Teams der Konstrukteursmeisterschaft 2004 waren berechtigt am Freitag im freien Training ein drittes Auto einzusetzen. Diese Fahrer fuhren am Freitag, traten aber weder im Qualifying noch im Rennen an. Pedro de la Rosa (McLaren-Mercedes), Vitantonio Liuzzi (Red Bull), Olivier Panis (Toyota) und Robert Doornbos (Jordan-Toyota) nahmen in dieser Funktion an den Freitagstrainings teil.
Im ersten freien Training am Freitag war de la Rosa mit 1:14,778 Minuten Schnellster vor Alonso und Giancarlo Fisichella. Im zweiten freien Training am Freitag fuhr de la Rosa mit 1:14,460 Minuten erneut die schnellste Zeit vor Juan Pablo Montoya und Michael Schumacher.
Im dritten freien Training am Samstag war Alonso mit 1:23,939 Minuten vorne, gefolgt von Fisichella und Räikkönen. Im vierten und letzten freien Training am Samstag fuhr Fisichella dann in 1:14,466 Minuten die schnellste Runde vor Ralf Schumacher und Räikkönen.

### Qualifying
Im Qualifying erzielte der WM-Führende Alonso beim Heimrennen für Renault die schnellste Runde und sicherte sich so seine sechste Pole-Position. Zweiter wurde Jarno Trulli vor Räikkönen.

### Rennen
Beim Start behielt Alonso die Führung und setzte sich sofort deutlich von seinen Verfolgern, angeführt von Trulli, ab. Weiter hinten begann Räikkönen, der aufgrund eines Motorenwechsels eine Startplatzstrafe von zehn Plätzen erhielt und daher von Startplatz 13 ins Rennen ging, eine Reihe von Überholmanövern einzuläuten, die ihn in die Nähe des Podiums brachten.
Die ersten Boxenstopp-Serie wurde von Takuma Satō eröffnet. Alonso hatte seinen Vorsprung inzwischen so weit ausgebaut, dass er am Ende seines Boxenstopps die Führung behalten konnte. Räikkönen kam ein paar Runden später an die Box, schaffte es, sich auf den zweiten Platz zu katapultieren und machte sich auf die Verfolgung von Alonso.
Alonso schaffte es dennoch, seinen Vorsprung zu wahren. Bis auf Räikkönen und Michael Schumacher, Zweiter und Dritter in der Weltmeisterschaft wurden alle Fahrer vom Sieger überrundet. Erste Punkte der Saison gab es für BAR und Jenson Button. BAR blieb jedoch in der Konstrukteurswertung weiterhin Letzter. Die restlichen Punkteplatzierungen belegten Trulli, Fisichella, Ralf Schumacher und Jacques Villeneuve.
Sowohl in der Fahrer- als auch in der Konstrukteurswertung blieben die ersten drei Positionen unverändert.

## Meldeliste
| Team                       | Nr. | Fahrer               | Chassis        | Motor                 | Reifen |
| -------------------------- | --- | -------------------- | -------------- | --------------------- | ------ |
| Scuderia Ferrari Marlboro  | 01  | Michael Schumacher   | Ferrari F2005  | Ferrari 3.0 V10       | B      |
| Scuderia Ferrari Marlboro  | 02  | Rubens Barrichello   | Ferrari F2005  | Ferrari 3.0 V10       | B      |
| Lucky Strike BAR Honda     | 03  | Jenson Button        | BAR 007        | Honda 3.0 V10         | M      |
| Lucky Strike BAR Honda     | 04  | Takuma Satō          | BAR 007        | Honda 3.0 V10         | M      |
| Mild Seven Renault F1 Team | 05  | Fernando Alonso      | Renault R25    | Renault 3.0 V10       | M      |
| Mild Seven Renault F1 Team | 06  | Giancarlo Fisichella | Renault R25    | Renault 3.0 V10       | M      |
| BMW-Williams F1 Team       | 07  | Mark Webber          | Williams FW27  | BMW 3.0 V10           | M      |
| BMW-Williams F1 Team       | 08  | Nick Heidfeld        | Williams FW27  | BMW 3.0 V10           | M      |
| West McLaren-Mercedes      | 09  | Kimi Räikkönen       | McLaren MP4-20 | Mercedes-Benz 3.0 V10 | M      |
| West McLaren-Mercedes      | 10  | Juan Pablo Montoya   | McLaren MP4-20 | Mercedes-Benz 3.0 V10 | M      |
| West McLaren-Mercedes      | 35  | Pedro de la Rosa     | McLaren MP4-20 | Mercedes-Benz 3.0 V10 | M      |
| Sauber Petronas            | 11  | Jacques Villeneuve   | Sauber C24     | Petronas 3.0 V10      | M      |
| Sauber Petronas            | 12  | Felipe Massa         | Sauber C24     | Petronas 3.0 V10      | M      |
| Red Bull Racing            | 14  | David Coulthard      | Red Bull RB1   | Cosworth 3.0 V10      | M      |
| Red Bull Racing            | 15  | Christian Klien      | Red Bull RB1   | Cosworth 3.0 V10      | M      |
| Red Bull Racing            | 37  | Vitantonio Liuzzi    | Red Bull RB1   | Cosworth 3.0 V10      | M      |
| Panasonic Toyota Racing    | 16  | Jarno Trulli         | ToyotaTF105    | Toyota 3.0 V10        | M      |
| Panasonic Toyota Racing    | 17  | Ralf Schumacher      | ToyotaTF105    | Toyota 3.0 V10        | M      |
| Panasonic Toyota Racing    | 38  | Olivier Panis        | ToyotaTF105    | Toyota 3.0 V10        | M      |
| Jordan Grand Prix          | 18  | Tiago Monteiro       | Jordan EJ15    | Toyota 3.0 V10        | B      |
| Jordan Grand Prix          | 19  | Narain Karthikeyan   | Jordan EJ15    | Toyota 3.0 V10        | B      |
| Jordan Grand Prix          | 39  | Robert Doornbos      | Jordan EJ15    | Toyota 3.0 V10        | B      |
| Minardi F1 Team            | 20  | Patrick Friesacher   | Minardi PS05   | Cosworth 3.0 V10      | B      |
| Minardi F1 Team            | 21  | Christijan Albers    | Minardi PS05   | Cosworth 3.0 V10      | B      |

Anmerkungen
1. 1 2 3 4  Nahm nur am Freitagstraining teil.

## Klassifikationen

### Qualifying
| Pos. | Fahrer               | Konstrukteur      | Zeit     | Start |
| ---- | -------------------- | ----------------- | -------- | ----- |
| 01   | Fernando Alonso      | Renault           | 1:14,412 | 01    |
| 02   | Jarno Trulli         | Toyota            | 1:14,521 | 02    |
| 03   | Kimi Räikkönen       | McLaren-Mercedes  | 1:14,559 | 13    |
| 04   | Michael Schumacher   | Ferrari           | 1:14,572 | 03    |
| 05   | Takuma Satō          | BAR-Honda         | 1:14,655 | 04    |
| 06   | Rubens Barrichello   | Ferrari           | 1:14,832 | 05    |
| 07   | Giancarlo Fisichella | Renault           | 1:14,887 | 06    |
| 08   | Jenson Button        | BAR-Honda         | 1:15,051 | 07    |
| 09   | Juan Pablo Montoya   | McLaren-Mercedes  | 1:15,406 | 08    |
| 10   | Felipe Massa         | Sauber-Petronas   | 1:15,566 | 09    |
| 11   | Jacques Villeneuve   | Sauber-Petronas   | 1:15,699 | 10    |
| 12   | Ralf Schumacher      | Toyota            | 1:15,771 | 11    |
| 13   | Mark Webber          | Williams-BMW      | 1:15,885 | 12    |
| 14   | Nick Heidfeld        | Williams-BMW      | 1:16,207 | 14    |
| 15   | David Coulthard      | Red Bull-Cosworth | 1:16,434 | 15    |
| 16   | Christian Klien      | Red Bull-Cosworth | 1:16,547 | 16    |
| 17   | Narain Karthikeyan   | Jordan-Toyota     | 1:17,857 | 17    |
| 18   | Patrick Friesacher   | Minardi-Cosworth  | 1:17,960 | 18    |
| 19   | Tiago Monteiro       | Jordan-Toyota     | 1:18,047 | 19    |
| 20   | Christijan Albers    | Minardi-Cosworth  | 1:18,335 | 20    |

Anmerkungen
1. ↑  Räikkönen erhielt aufgrund eines Motorenwechsels eine Startplatzstrafe von zehn Plätzen.

### Rennen
| Pos. | Fahrer               | Konstrukteur      | Runden | Stopps | Zeit        | Start | Schnellste Runde |
| ---- | -------------------- | ----------------- | ------ | ------ | ----------- | ----- | ---------------- |
| 01   | Fernando Alonso      | Renault           | 70     | 3      | 1:31:22,233 | 01    | 1:16,502 (05.)   |
| 02   | Kimi Räikkönen       | McLaren-Mercedes  | 70     | 2      | + 11,805    | 13    | 1:16,423 (25.)   |
| 03   | Michael Schumacher   | Ferrari           | 70     | 3      | + 1:21,914  | 03    | 1:17,714 (22.)   |
| 04   | Jenson Button        | BAR-Honda         | 69     | 2      | + 1 Runde   | 07    | 1:17,408 (18.)   |
| 05   | Jarno Trulli         | Toyota            | 69     | 2      | + 1 Runde   | 02    | 1:17,792 (67.)   |
| 06   | Giancarlo Fisichella | Renault           | 69     | 3      | + 1 Runde   | 06    | 1:17,511 (18.)   |
| 07   | Ralf Schumacher      | Toyota            | 69     | 2      | + 1 Runde   | 11    | 1:18,103 (36.)   |
| 08   | Jacques Villeneuve   | Sauber-Petronas   | 69     | 2      | + 1 Runde   | 10    | 1:17,841 (17.)   |
| 09   | Rubens Barrichello   | Ferrari           | 69     | 3      | + 1 Runde   | 05    | 1:17,960 (04.)   |
| 10   | David Coulthard      | Red Bull-Cosworth | 69     | 3      | + 1 Runde   | 15    | 1:17,611 (39.)   |
| 11   | Takuma Satō          | BAR-Honda         | 69     | 3      | + 1 Runde   | 04    | 1:17,929 ( 8.)   |
| 12   | Mark Webber          | Williams-BMW      | 68     | 3      | + 2 Runden  | 12    | 1:18,395 (17.)   |
| 13   | Tiago Monteiro       | Jordan-Toyota     | 67     | 3      | + 3 Runden  | 19    | 1:20,004 (32.)   |
| 14   | Nick Heidfeld        | Williams-BMW      | 66     | 6      | + 4 Runden  | 14    | 1:18,102 (36.)   |
| 15   | Narain Karthikeyan   | Jordan-Toyota     | 66     | 3      | + 4 Runden  | 17    | 1:20,156 (09.)   |
| –    | Juan Pablo Montoya   | McLaren-Mercedes  | 46     | 1      | DNF         | 08    | 1:16,656 (24.)   |
| –    | Christijan Albers    | Minardi-Cosworth  | 37     | 2      | DNF         | 20    | 1:21,077 (08.)   |
| –    | Patrick Friesacher   | Minardi-Cosworth  | 33     | 2      | DNF         | 18    | 1:21,451 (04.)   |
| –    | Felipe Massa         | Sauber-Petronas   | 30     | 2      | DNF         | 09    | 1:17,805 (11.)   |
| –    | Christian Klien      | Red Bull-Cosworth | 1      | 0      | DNF         | 16    | –                |

## WM-Stände nach dem Rennen
Die ersten acht eines Rennens bekamen 10, 8, 6, 5, 4, 3, 2 bzw. 1 Punkt(e).

### Fahrerwertung
| Pos. | Fahrer               | Konstrukteur      | Punkte |
| ---- | -------------------- | ----------------- | ------ |
| 01   | Fernando Alonso      | Renault           | 69     |
| 02   | Kimi Räikkönen       | McLaren-Mercedes  | 45     |
| 03   | Michael Schumacher   | Ferrari           | 40     |
| 04   | Jarno Trulli         | Toyota            | 31     |
| 05   | Rubens Barrichello   | Ferrari           | 29     |
| 06   | Nick Heidfeld        | Williams-BMW      | 25     |
| 07   | Mark Webber          | Williams-BMW      | 22     |
| 08   | Ralf Schumacher      | Toyota            | 22     |
| 09   | Giancarlo Fisichella | Renault           | 20     |
| 10   | David Coulthard      | Red Bull-Cosworth | 17     |
| 11   | Juan Pablo Montoya   | McLaren-Mercedes  | 16     |
| 12   | Felipe Massa         | Sauber-Petronas   | 7      |

| Pos. | Fahrer             | Konstrukteur      | Punkte |
| ---- | ------------------ | ----------------- | ------ |
| 13   | Tiago Monteiro     | Jordan-Toyota     | 6      |
| 14   | Alexander Wurz     | McLaren-Mercedes  | 6      |
| 15   | Jacques Villeneuve | Sauber-Petronas   | 6      |
| 16   | Jenson Button      | BAR-Honda         | 5      |
| 17   | Narain Karthikeyan | Jordan-Toyota     | 5      |
| 18   | Christijan Albers  | Minardi-Cosworth  | 4      |
| 19   | Pedro de la Rosa   | McLaren-Mercedes  | 4      |
| 20   | Christian Klien    | Red Bull-Cosworth | 4      |
| 21   | Patrick Friesacher | Minardi-Cosworth  | 3      |
| 22   | Vitantonio Liuzzi  | Red Bull-Cosworth | 1      |
| 23   | Takuma Satō        | BAR-Honda         | 0      |
| –    | Anthony Davidson   | BAR-Honda         | 0      |

### Konstrukteurswertung
| Pos. | Konstrukteur     | Punkte |
| ---- | ---------------- | ------ |
| 01   | Renault          | 89     |
| 02   | McLaren-Mercedes | 71     |
| 03   | Ferrari          | 69     |
| 04   | Toyota           | 53     |
| 05   | Williams-BMW     | 47     |

| Pos. | Konstrukteur      | Punkte |
| ---- | ----------------- | ------ |
| 06   | Red Bull-Cosworth | 22     |
| 07   | Sauber-Petronas   | 13     |
| 08   | Jordan-Toyota     | 11     |
| 09   | Minardi-Cosworth  | 7      |
| 10   | BAR-Honda         | 5      |